# Низино (Волховский район)
Низино — деревня в Селивановском сельском поселении Волховского района Ленинградской области.

## История
Деревня Низина упоминается на карте Санкт-Петербургской губернии 1792 года А. М. Вильбрехта.
На карте Санкт-Петербургской губернии Ф. Ф. Шуберта 1834 года обозначена деревня Низина, состоящая из 63 крестьянских дворов.

НИЗИНО — деревня принадлежит Казённому ведомству, число жителей по ревизии: 178 м. п., 213 ж. п. (1838 год)

Деревня Низина отмечена на карте Ф. Ф. Шуберта 1844 года.

НИЗИНО — деревня Ведомства государственного имущества, по просёлочной дороге, число дворов — 75, число душ — 210 м. п. (1856 год)

НИЗИНО — деревня казённая при реке Валгоме, число дворов — 89, число жителей: 237 м. п., 265 ж. п.; Молельня раскольничья (1862 год)

Сборник Центрального статистического комитета описывал её так:

НИЗИНА — деревня бывшая государственная при реке Валгоме, дворов — 108, жителей — 602; Часовня, лавка. (1885 год)

Согласно епархиальным сведениям 1899 года деревня относилась к приходу Крестовоздвиженской (ранее Воскресенской, Воскресенского Масельгского погоста) церкви в селе Лунгачи.
В конце XIX — начале XX века деревня административно относилась к Шахновской волости 3-го стана Новоладожского уезда Санкт-Петербургской губернии.

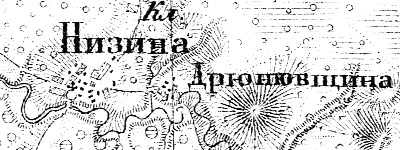
Деревня Низино на карте 1915 года

Согласно карте Петроградской и Новгородской губерний 1915 года деревня называлась Низина и находилась на реке Валгамке, в деревне была часовня.
С 1917 по 1923 год деревня входила в состав Низинского сельсовета Шахновской волости Новоладожского уезда.
С 1923 года в составе Колчановской волости Волховского уезда.
С 1927 года в составе Волховского района.
В 1928 году население деревни составляло 676 человек.
По данным 1933 года деревня Низино являлась административным центром Низинского сельсовета Волховского района, в который входили 6 населённых пунктов, деревни: Дрюневщина, Жуковщина, Коробковщина, Низино, Остров, Пахновщина, общей численностью населения 1700 человек.
По данным 1936 года в состав Низинского сельсовета входили 7 населённых пунктов, 368 хозяйств и 4 колхоза.

Деревня Низино на карте 1940 года

С 1946 года в составе Новоладожского района.
В 1961 году население деревни составляло 150 человек.
С 1963 года вновь в составе Волховского района.
По данным 1966 и 1973 годов деревня Низино также входила в состав Низинского сельсовета.
По данным 1990 года деревня Низино входила в состав Селивановского сельсовета.
В 1997 году в деревне Низино Селивановской волости проживали 25 человек, в 2002 году — 30 человек (русские — 94 %).
В 2007 году в деревне Низино Селивановского СП — 31 человек.

## География
Деревня расположена в северной части района на автодороге 41К-405 (Низино — Лунгачи — Телжево), к югу от автодороги А121 «Сортавала» (Санкт-Петербург — Сортавала — автомобильная дорога Р-21 «Кола»).
Расстояние до административного центра поселения — 4 км. Расстояние до районного центра — 50 км.
Расстояние до ближайшей железнодорожной станции Лунгачи — 7 км.
Деревня находится на правом берегу реки Валгомка.

## Демография
| 1838 | 1862 | 1885 | 1997 | 2007 | 2010 | 2017 |
| ---- | ---- | ---- | ---- | ---- | ---- | ---- |
| 391  | ↗502 | ↗602 | ↘25  | ↗31  | ↗34  | ↘33  |

### Национальный состав
Согласно данным Всероссийской переписи населения 2021 года в деревне проживали 39 человек, из них: русские — 38, немцы — 1 человек.

## Улицы
Коровкино.